# Arroyo Sarandí Chico (Arroyo Cuaró Grande)
El arroyo Sarandí Chico es un curso de agua uruguayo que atraviesa el departamento de  Artigas perteneciente a la cuenca hidrográfica del Río de la Plata.
Nace en la Cuchilla de Belén  y desemboca en el arroyo Sarandí.